# Ome
Ome település Olaszországban, Lombardia régióban, Brescia megyében. Lakosainak száma 3153 fő (2023. január 1.). Ome Brione, Monticelli Brusati, Rodengo-Saiano, Gussago és Polaveno községekkel határos.

## Népesség
A település lakossága az elmúlt években az alábbi módon változott:
| Lakosok száma | 3182 | 3219 | 3153 |
|               | 2017 | 2018 | 2023 |